# OR4M2
OR4M2 (англ. Olfactory receptor family 4 subfamily M member 2) – білок, який кодується однойменним геном, розташованим у людей на короткому плечі 15-ї хромосоми. Довжина поліпептидного ланцюга білка становить 313 амінокислот, а молекулярна маса — 35 416.
| 10         |  | 20         |  | 30         |  | 40         |  | 50         |
| ---------- |  | ---------- |  | ---------- |  | ---------- |  | ---------- |
| METANYTKVT |  | EFVLTGLSQT |  | PEVQLVLFVI |  | FLSFYLFILP |  | GNILIICTIS |
| LDPHLTSPMY |  | FLLANLAFLD |  | IWYSSITAPE |  | MLIDFFVERK |  | IISFDGCIAQ |
| LFFLHFAGAS |  | EMFLLTVMAF |  | DLYTAICRPL |  | HYATIMNQRL |  | CCILVALSWR |
| GGFIHSIIQV |  | ALIVRLPFCG |  | PNELDSYFCD |  | ITQVVRIACA |  | NTFPEELVMI |
| CSSGLISVVC |  | LIALLMSYAF |  | LLALFKKLSG |  | SGENTNRAMS |  | TCYSHITIVV |
| LMFGPSIYIY |  | ARPFDSFSLD |  | KVVSVFNTLI |  | FPLRNPIIYT |  | LRNKEVKAAM |
| RKLVTKYILC |  | KEK        |  |            |  |            |  |            |

A: Аланін

C: Цистеїн

D: Аспарагінова кислота

E: Глутамінова кислота

F: Фенілаланін

G: Гліцин

H: Гістидин

I: Ізолейцин

K: Лізин

L: Лейцин

M: Метіонін

N: Аспарагін

P: Пролін

Q: Глутамін

R: Аргінін

S: Серин

T: Треонін

V: Валін

W: Триптофан

Кодований геном білок за функціями належить до рецепторів, g-білокспряжених рецепторів, білків внутрішньоклітинного сигналінгу. 
Локалізований у клітинній мембрані, мембрані.